# 田尻村 (広島県)
田尻村（たじりむら）は、広島県沼隈郡にあった村。現在の福山市田尻町にあたる。大正期から木綿縞、白木綿の製造が盛んとなる。

## 地理
沼隈半島の東南端に位置していた。
- 海洋：瀬戸内海

## 歴史
- 1889年（明治22年）4月1日、町村制の施行により、沼隈郡田尻村が単独で村制施行し、田尻村が発足[1][2]。
- 1899年（明治32年）田尻新涯の堤防を大改修し干拓が完了[1]。
- 1920年（大正9年）山汐と称される大洪水・山崩れによる大災害発生[1]。
- 1942年（昭和17年）7月1日、沼隈郡鞆町、走島村と合併し、鞆町が存続して廃止された[1][2]。

## 産業
- 農業、漁業[1]

## 交通

### 鉄道
- 1913年（大正2年）鞆軽便鉄道（鞆鉄道線）開通[1]

### 港湾
- 田尻漁港[1]